# Karklud
 For alternative betydninger, se Klud.
En karklud er en stofklud på ca. 20x20cm beregnet til rengøring af overflader, især i køkkenet. Før brug vrides karkluden op, dvs. den skylles grundigt i varmt vand, foldes sammen og det opsugede vand vrides ud. Den således opvredne karklud er nu kun let fugtig og kan f.eks. bruges til at tørre madrester væk fra et spisebord. Til gulvvask erstattes karkluden med den noget større gulvklud.